# Pier Ugo Calzolari
Pier Ugo Calzolari (* 11. März 1938 in Granarolo dell’Emilia; † 11. Oktober 2012 in Bologna) war ein italienischer Elektrotechniker.
Pier Ugo Calzolari war Professor für Elektrotechnik. Von 2000 bis 2009 war er Rektor der Universität Bologna. Beim Weltkongress der Universitäten an der Çanakkale Onsekiz Mart Üniversitesi 2010 war er Ehrenpräsident der Veranstaltung.